# Ravon
Ravon (произносится как Раво́н) — национальная автомобилестроительная марка Узбекистана, основанная в 2015 году. На презентации новой марки в Москве представитель компании «UzAutoSanoat» заявил, что слово RAVON является аббревиатурой выражения «Reliable Active Vehicle On Road» (буквально «надёжный активный автомобиль на дороге»). Также слово Ravon с узбекского языка переводится как «светлая, чистая, ровная, прямая дорога» или «лёгкий путь».

## История
В 1993 году была достигнута договорённость совместно с южнокорейской корпорацией Daewoo. В 1994 году между южнокорейской корпорацией Daewoo и компанией «UzAutoSanoat» была образована совместная автомобилестроительное предприятие — «UzDaewooAuto». По достигнутым соглашениям производство автомобилей должно было начаться в 1996 году на специально построенном заводе города Асака, который находится в Андижанской области Узбекистана. До открытия завода работники нового завода проходили стажировку в корпорации Daewoo и других автомобильных компаниях мира.
9 июля 1996 года на заводе города Асака началось производство автомобилей Daewoo Damas, Daewoo Nexia и Daewoo Tico. В первые годы с конвейера завода сходили автомобили, собранные, в основном, из импортных комплектующих. Позже производство комплектующих было локализовано, а это привело к снижению стоимости производимых автомобилей. В мае 1998 года ассоциация «UzAutoSanoat» стала членом Международной организации производителей автотранспорта (OICA). В декабре 1999 года была произведена сертификация системы управления качеством на соответствие международному стандарту ISO 9011. В мае 2001 года был выпущен 250-тысячный автомобиль.
В августе 2001 года было начато производство автомобиля модели Daewoo Matiz. В сентябре 2002 года начался выпуск рестайлинговой версии Daewoo Nexia — Daewoo Nexia DOHC. В августе 2003 года начался выпуск автомобиля Daewoo Lacetti и рестайлинговой Daewoo Matiz с автоматической коробкой передач. В январе 2005 года началось производство Daewoo Matiz с объёмом двигателя 1 литр.
По проекту автозавод должен был выйти на проектную мощность в 2002 году. Однако до настоящего времени проектный уровень производства автомобилей не достигнут. Например, в 2006 году было произведено около 160 тысяч единиц, в 2011 году — около 175 тысяч. Одной из многих причин явилось банкротство южнокорейского партнёра. Также выявились значительные экономические просчёты по объёмам реализации продукции завода, что явилось следствием низкой покупательной способности населения — объёмы внутреннего спроса в стране не достигли запланированного уровня. При этом экспорт в страны СНГ упал ввиду конкурентного массового импорта в них и создания в России и на Украине новых автосборочных заводов, в том числе той же Daewoo с теми же моделями, а также разразившегося экономического кризиса в 2008 году. Позже экономические и политические санкции ряда западных стран в отношении Российской Федерации, повлёкшие за собой рост курса доллара по отношению к рублю, привели к массовому обвалу продаж автомобилей на российском рынке, что не могло не отразиться на экономической стабильности АО «ДжиЭм Узбекистан». Кризис перепроизводства привёл к накоплению больших запасов экспортных автомобилей на региональных складах в Ферганской долине, а также к приостановке деятельности Асакинского завода на месяц в августе 2015 года.
В 2007 году на производственных площадках Ташкентского Механического Завода (бывшее Ташкентское авиационное производственное объединение имени В. П. Чкалова) был организован Ташкентский филиал АО «ДжиЭм Узбекистан», где налажена крупно-узловая (SKD) сборка автомобилей Chevrolet Captiva, Tacuma и Epica, а затем в 2012 году автомобиля Chevrolet Malibu.
В 2008 году между АК Узавтосаноат и американским концерном General Motors, поглотившей после банкротства и реорганизации концерн Daewoo в 2002 году в GM DAT (позже в GM Korea), было основано предприятие АО «ДжиЭм Узбекистан», являющееся правопреемником UzDaewooAuto, а автомобили Daewoo начали производиться под маркой Chevrolet. Бренд и сеть продаж в странах СНГ сохранили название UzDaewoo из-за заключённых ранее долгосрочных соглашений о беспошлинном ввозе и торговле легковыми автомобилями между странами-производителями и указанными в соглашениях компаниями стран СНГ. Был выпущен миллионный автомобиль.
24 мая 2013 года в Москве был представлен новый седан С-класса под названием Daewoo Gentra (не путать с оригинальной Daewoo Gentra корейского производства — ребрендинговое название Chevrolet Aveo T250), так как реализуется дилерской сетью UzDaewooAuto. В Узбекистане модель оставила старое название Chevrolet Lacetti. Российскому покупателю базовая комплектация Daewoo Gentra обойдётся в 399 000 рублей. Уже в базовой комплектации новинка получила две подушки безопасности, гидроусилитель руля, противотуманные фары, 4 электро-стеклоподъёмника и кондиционер. В список опций войдут ABS, аудиосистема, подогрев передних сидений и люк в крыше. В апреле 2014 года был выпущен двухмиллионный автомобиль UzDaewoo.
В начале 2014 года модель Chevrolet Damas была снята с производства на заводе в городе Асака и переведена на новый Хорезмский автомобильный завод GM Uzbekistan, где так же была налажена крупно-узловая (SKD) сборка автомобилей Chevrolet Orlando. С сентября 2015 года на том же заводе вновь приступили к сборке автомобиля Chevrolet Labo, снятого с производства в 2004 году. С октября 2015 года модели Chevrolet Spark, Daewoo Gentra и Chevrolet Matiz производятся под маркой Ravon.
В 2016 году было запущено производство Ravon Nexia (на внутреннем рынке Chevrolet Nexia) а Chevrolet Cobalt изменён на Ravon R4. Производство марки Daewoo полностью остановлено. В 2017 году открылся автосалон Ravon Motors в городе Ош (Кыргызстан).
Реализация автомобилей под брендом Ravon в России и странах СНГ прекратилась в середине 2020 года. С 15 июня 2020 года модели марки (R2, R4, Nexia) в России продаются под маркой Chevrolet (Spark, Nexia, Cobalt). За их продажи и развитие дилерской сети в стране отвечает ООО «Келес Рус» — совместное предприятие UzAuto Motors (Узбекистан) и «СарыаркаАвтоПром» (Казахстан). В феврале 2020 года было заключено соглашение по этому поводу между General Motors и UzAuto Motors, что предусматривает использование товарного знака Chevrolet в РФ, Беларуси и Казахстане. В Россию Chevrolet Spark поставляется заводом UzAuto Motors, расположенным в городе Асака (Узбекистан), а Chevrolet Cobalt и Nexia делает завод «СарыаркаАвтоПром» в городе Костанай (Казахстан) методом крупноузловой сборки из комплектующих, произведённых заводом UzAuto Motors в Асаке.

## Модельный ряд
8 октября 2015 года во время презентации нового бренда в Москве были представлены модели новой марки Ravon: Ravon Nexia R3, Ravon Gentra, Ravon R2 (на базе Chevrolet Spark с двигателем от Chevrolet Aveo) и Ravon R4. Также было заявлено, что компания Ravon в ближайшие годы начнёт сборку новых моделей автомобилей, среди которых будут городские седаны, кроссоверы и внедорожники.

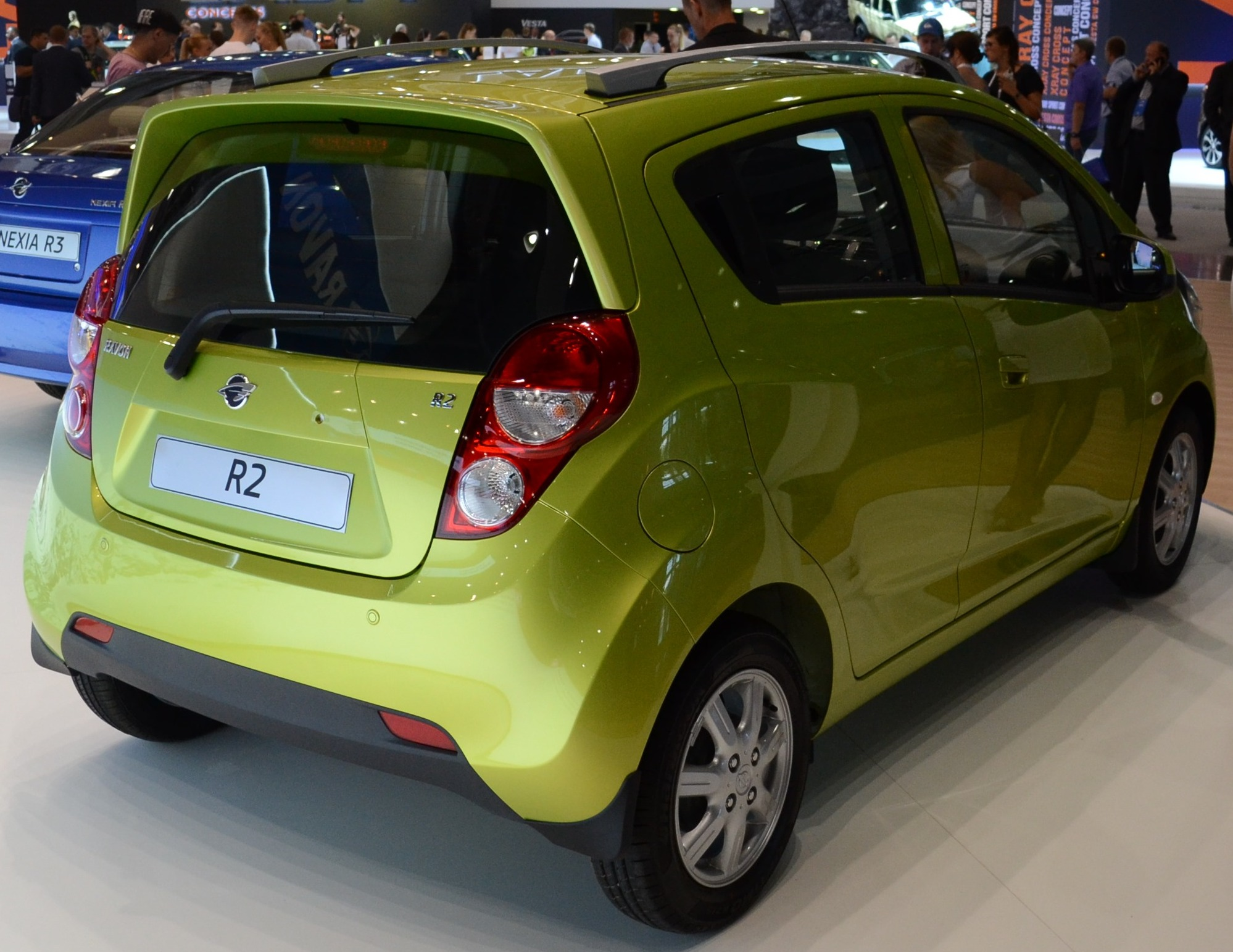
Ravon Matiz — только для внутреннего рынка Узбекистана
- Ravon R2
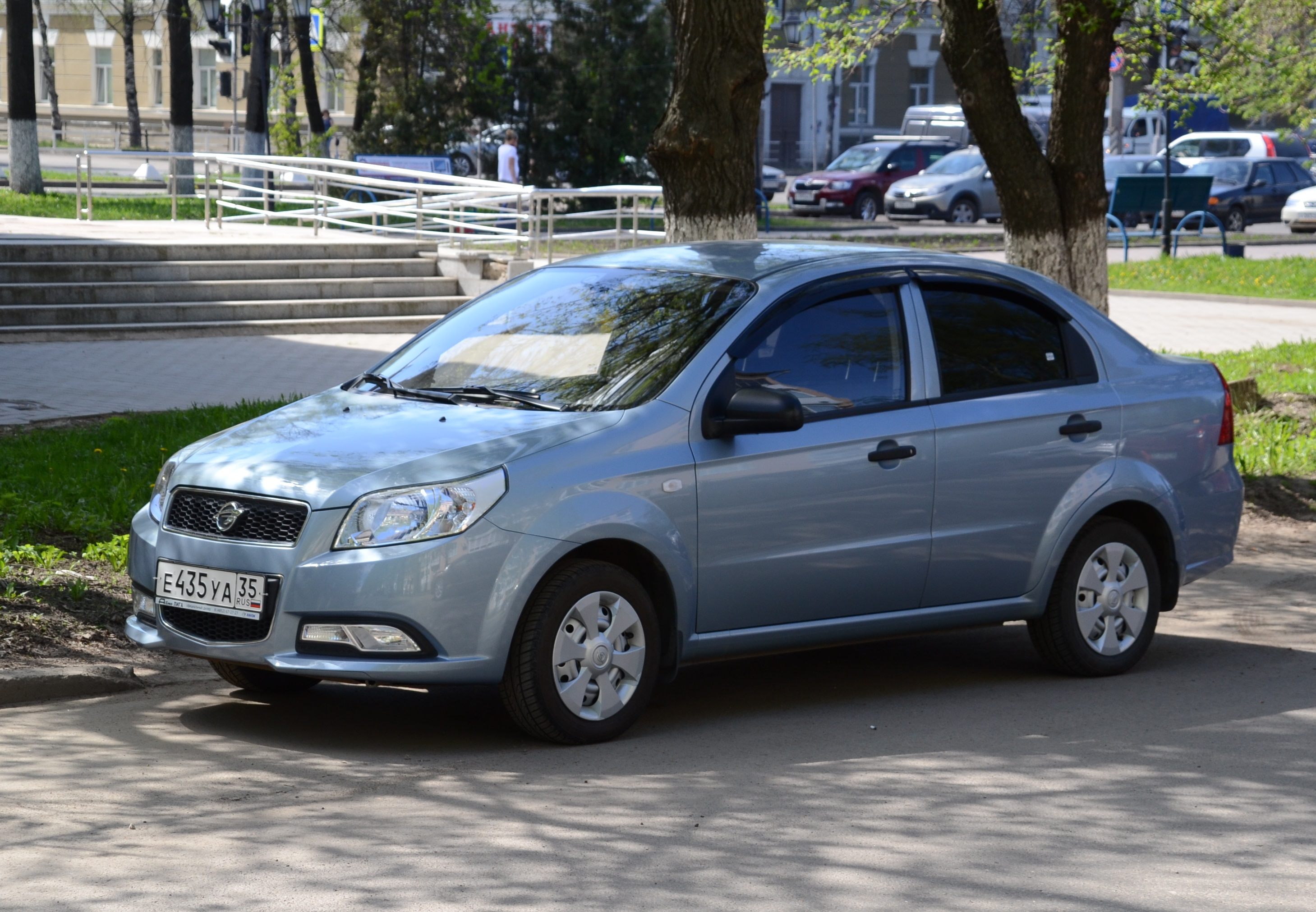
Ravon Nexia R3
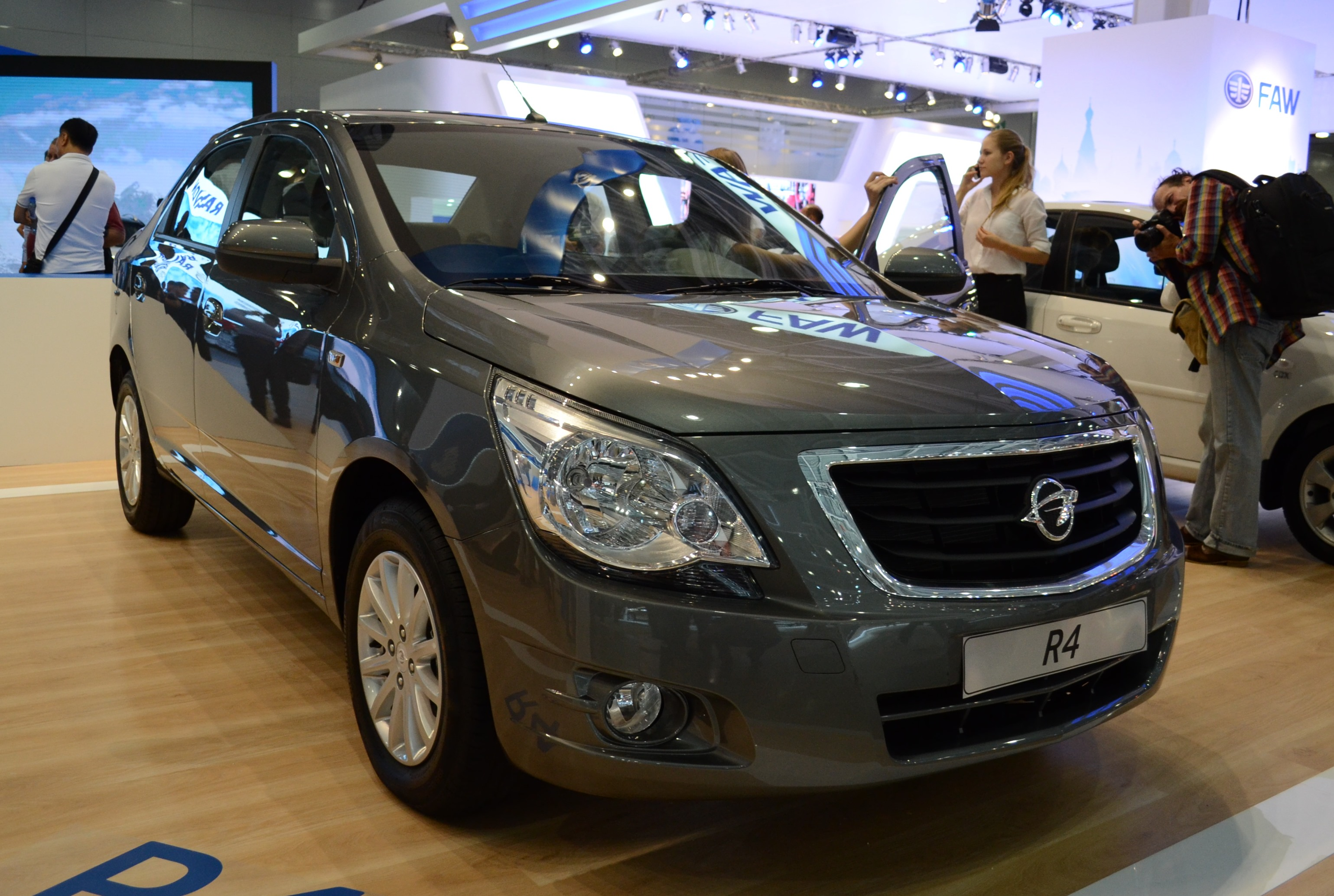
Ravon R4
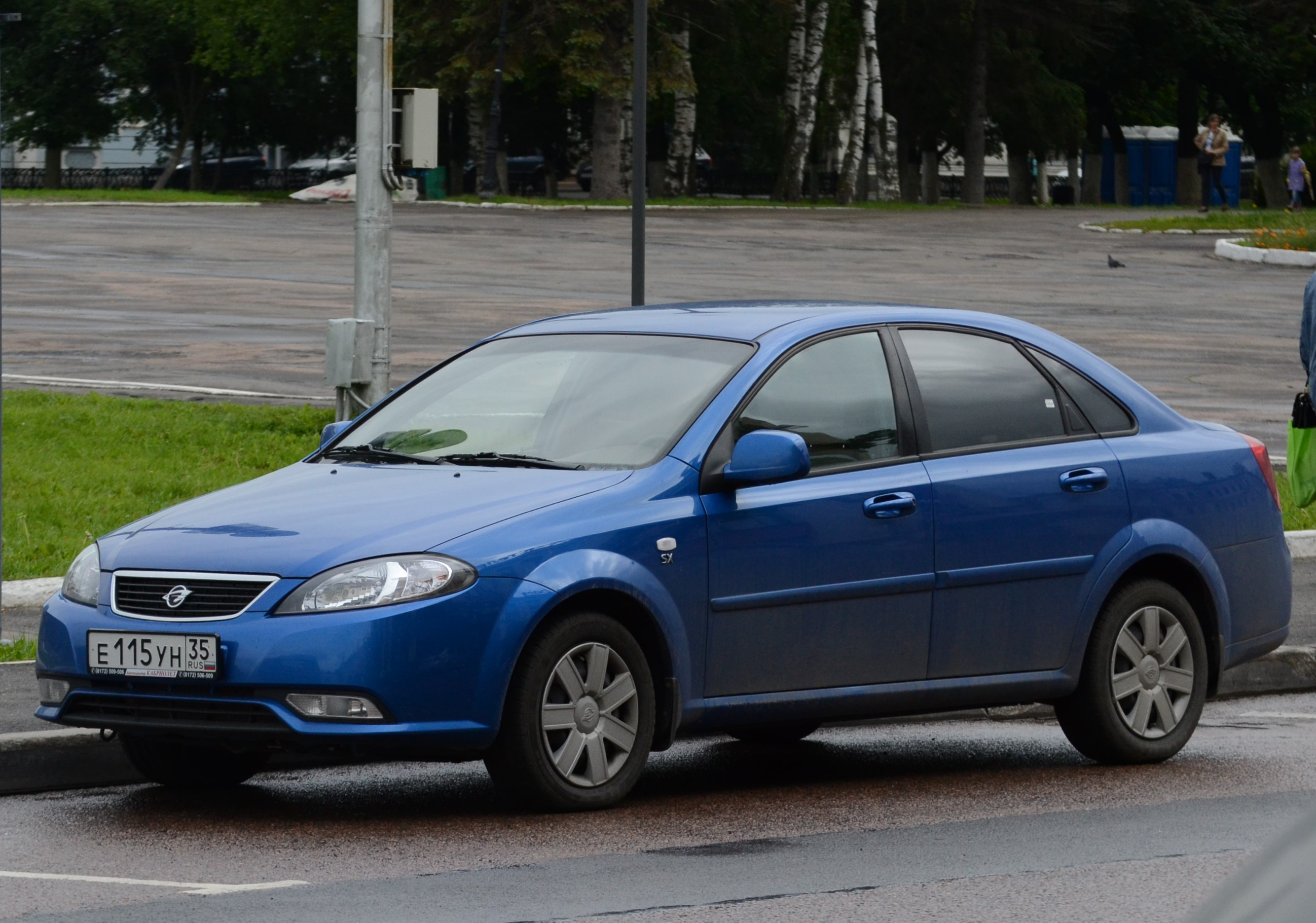
Ravon Gentra

- Ravon R2
- Ravon Nexia R3
- Ravon R4
- Ravon Gentra